# Abbazia di Mozac
L'abbazia San Pietro e San Caprasio di Mozac (in Alvernia, Francia), quasi vicino a Riom è stata classificata monumento storico ed alto luogo romanico. Il comune di Mozac e l'associazione che ne fa la promozione, del club storico di Mozac, aderiscono alla Federazione unità cluniacense. L'abbazia di Mozac è considerata come un'unità emblematica nel grande itinerario culturale europeo, etichetta e decretata alla Federazione delle unità cluniacensi dal Consiglio d'Europa.
La sua grande notorietà è dovuta alla qualità della fattura dei suoi capitelli romanici, la bara di Sant Calmin, (fondatore dell'abbazia) è il più grande reliquiario medievale in smalto di Limoges conservato al mondo.
L'abbazia possiede anche, dall'VIII secolo o il IX secolo, le reliquie del Santo Austremoine di Clermont, primo vescovo di Clermont e evangelista di Auvergne. Le ossa sono conservate in una bara in legno dipinta nel XVI secolo.

## Storia

### Le origini
- 533 o 680: l'abbazia è stata fondata da Calminius (Calminio) e la sua coniuge Namadia. Calmin avrebbe arricchito la Comunità, che aveva appena creato, delle prestigiose reliquie (di San Pietro apostolo e di San Caprasio di Agen) che aveva portato da Roma, dell'isola di Lerino e di Agen.
- 764 o 848: Il Re Pipino il Breve o Pipino II di Aquitania, donò le reliquie di San Austremoine di Clermont, primo vescovo e evangelista di Auvergne. L'abbazia così diventa reale. Più tardi, si vedrà questa protezione reale con la presenza del Giglio araldico, sul blasone del Monastero.
- 1095: il Papa Urbano II lancia la prima crociata al Concilio di Clermont, ne approfitta per affiliare l'abbazia di Mozac all'Ordine di Cluny. Mozac ha potuto conservare la sua importanza poiché conservò il suo titolo d'abbazia.
- 1165: il Papa Alessandro III dona una bolla di conferma dei beni e i privilegi che enumera tutte le dipendenze (priori, nomine, ecc.) dell'abbazia di Mozac.(Vedere su Wikisource)

### La chiesa dell'abbazia romanica
- Inizio XII secolo: Costruzione dell'abazia romanica.
- 1477 e 1490: L'abbazia è in gran parte distrutta da una serie di terremoti. Della chiesa romanica e altomedievale, esiste solamente la navata centrale con i suoi quarantasette capitelli famosi, la parte nord (facciata visibile dalla via), e la base ed il primo piano del portico carolingio (Ovest). Il resto (il Coro, il transetto, la base Sud, il chiostro e gli edifici conventuali), viene restaurato dall'abbate Raimond di Marcenat. Allora viene utilizzato un nuovo stile architettonico il gotico. La pietra di Volvic (pietra vulcanica) viene utilizzata in sostituzione del calcare. Le parti romaniche crollate, compresi i capitelli, vengono riempite dalle nuove pareti gotiche. Ciò spiega perché il Club storico mozaichese ha scoperto dal 1980 trentadue capitelli romanici che sono esposti al museo lapidario.

### Epoca moderna
- 1516: L'abbazia è messa in regime di commenda. L'abate veniva direttamente designato dal re.
- 27 giugno 1783: Un torrente di fango dopo una violenta tempesta attraversa il recinto dell'abbazia e fa crollare parzialmente un laminatoio a sud della proprietà e molti posti del recinto murale. In seguito alle intemperie, una grande parte del territorio di Mozac è inondato e pure i raccolti (vigneti, campi di grano, ecc.) sono distrutti. (Vedere su Wikisource).[2]
- 1790: Gli ultimi sei monaci devono lasciare il monastero che diventerà presto la chiesa parrocchiale unica del comune di Mozac.

## Architetture e sculture

### Citazioni di storici dell'arte
- Prosper Mérimée (1837): «Ciò che rende la chiesa di Mozac particolarmente interessante, sono i suoi capitelli che, per il merito dell'esecuzione, possono compararsi con i migliori di Brioude. »
- Émile Mâle (1922) : «A Auvergne, i più bei capitelli sono quelli di Mozac. »
- Bernard Craplet (1972) : «I capitelli di Mozac sono forse più belli di Auvergne. Per il senso decorativo, la sicurezza dell'impaginazione, l'abilità tecnica, non hanno un equivalente nella provincia. »
- Zygmunt Świechowski (1973) : «Origini dei cicli di Auvergne: Mozac. In primo luogo, si impone alle nostre indagini la scultura di Mozac a causa della sua alta qualità. »

### Capitelli della navata

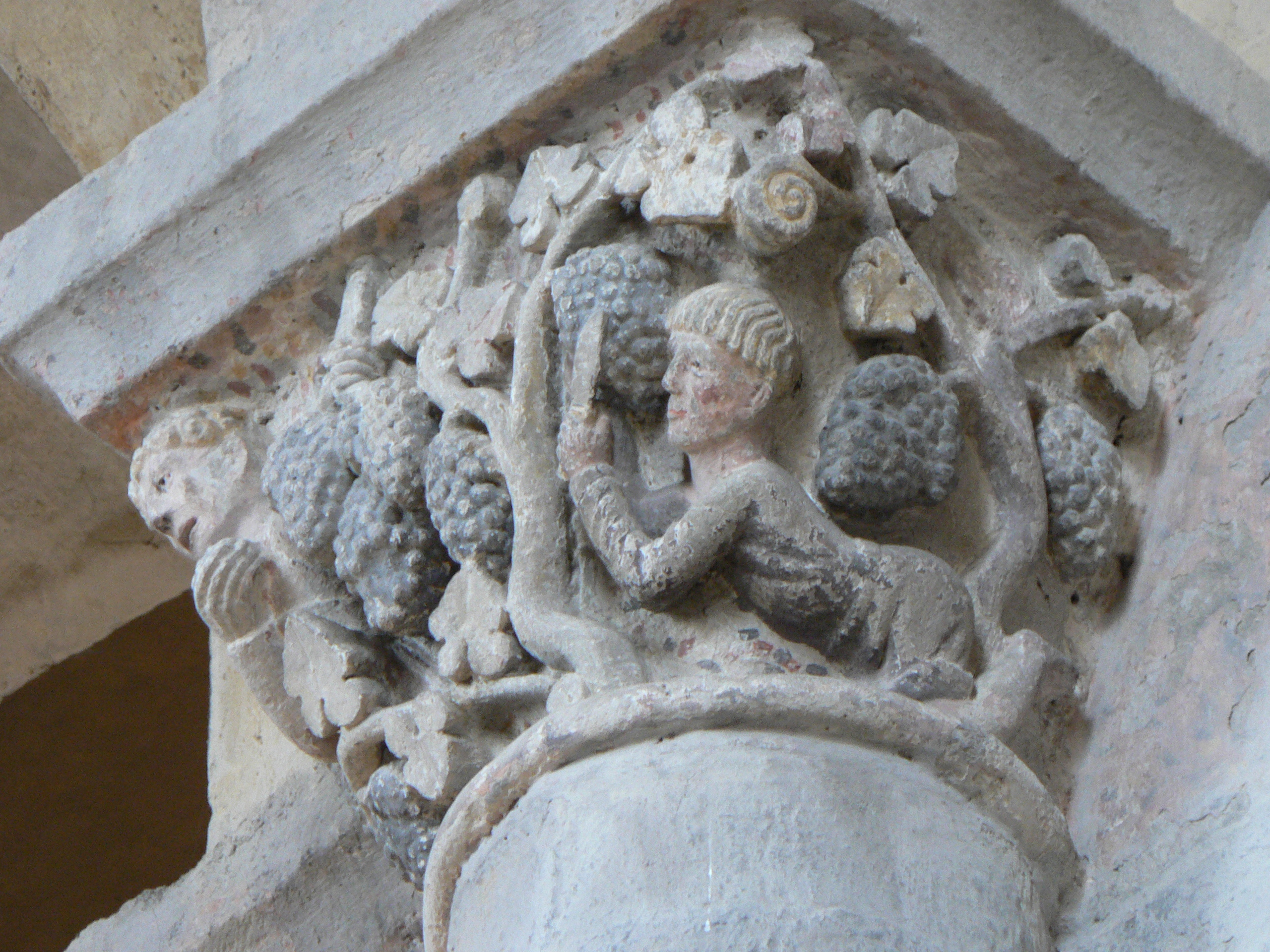
Il ladruncolo nella vite (qui il ladro)
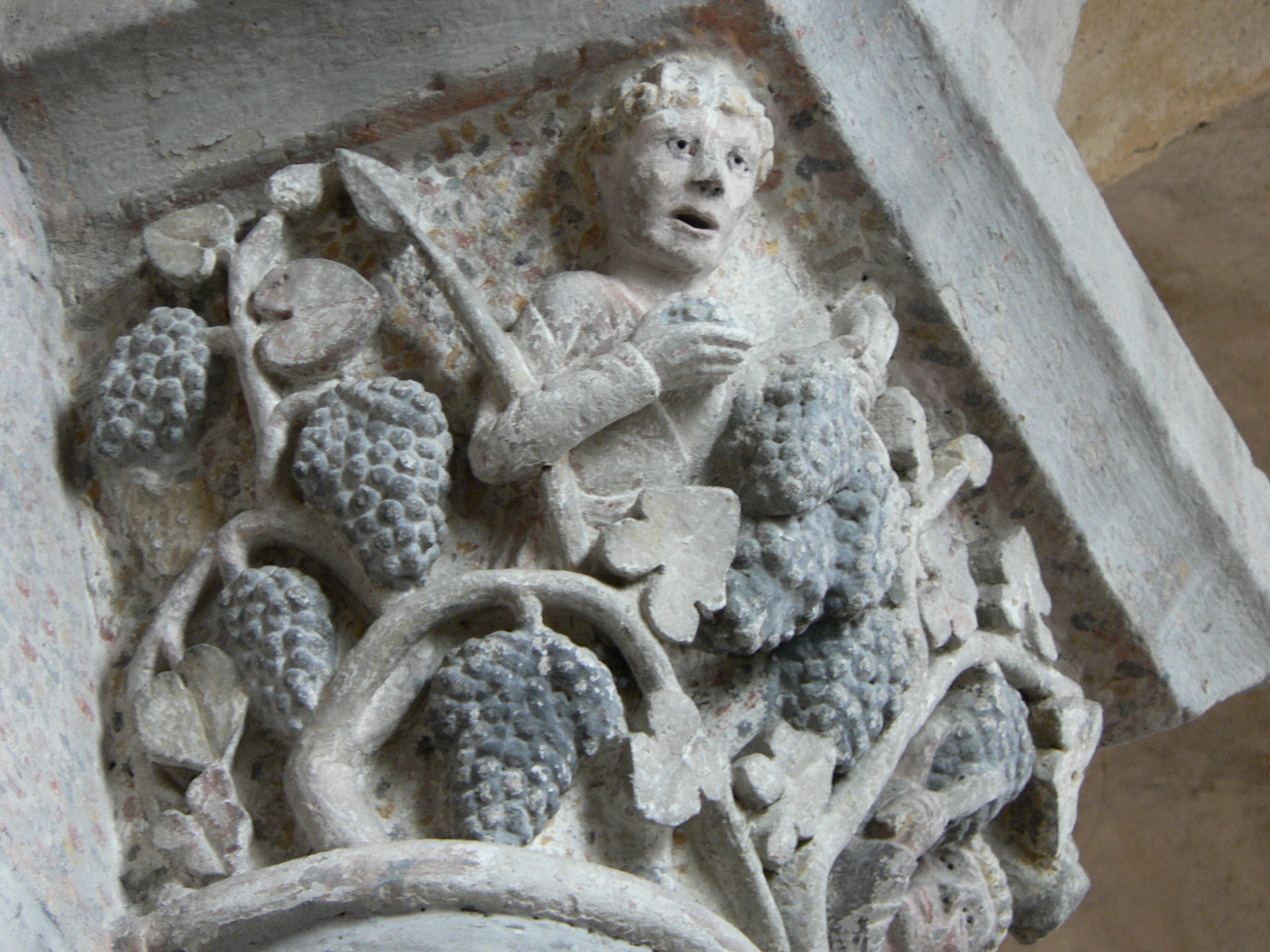
Il ladruncolo nella vite (qui lo conserva)
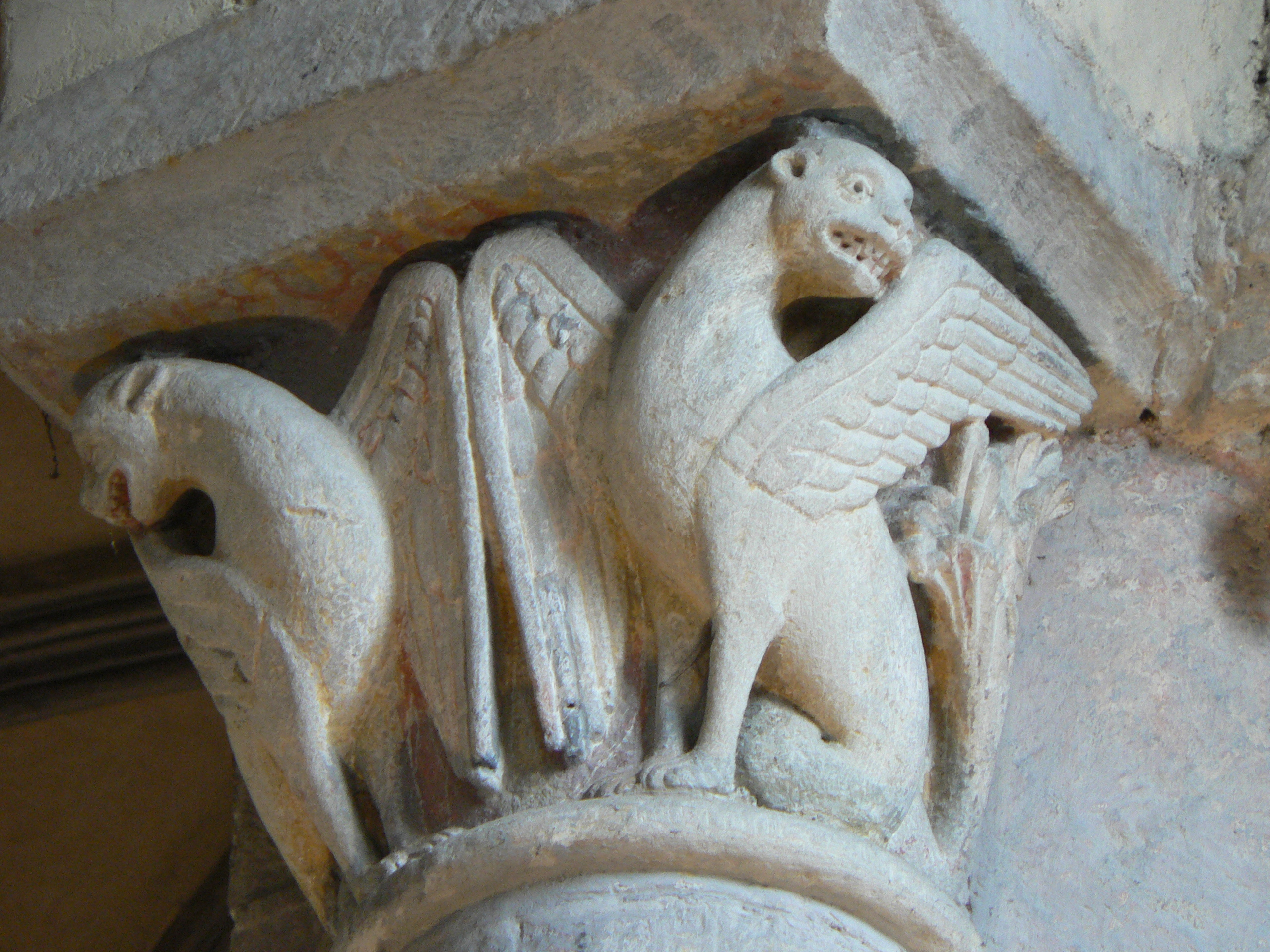
Il drago
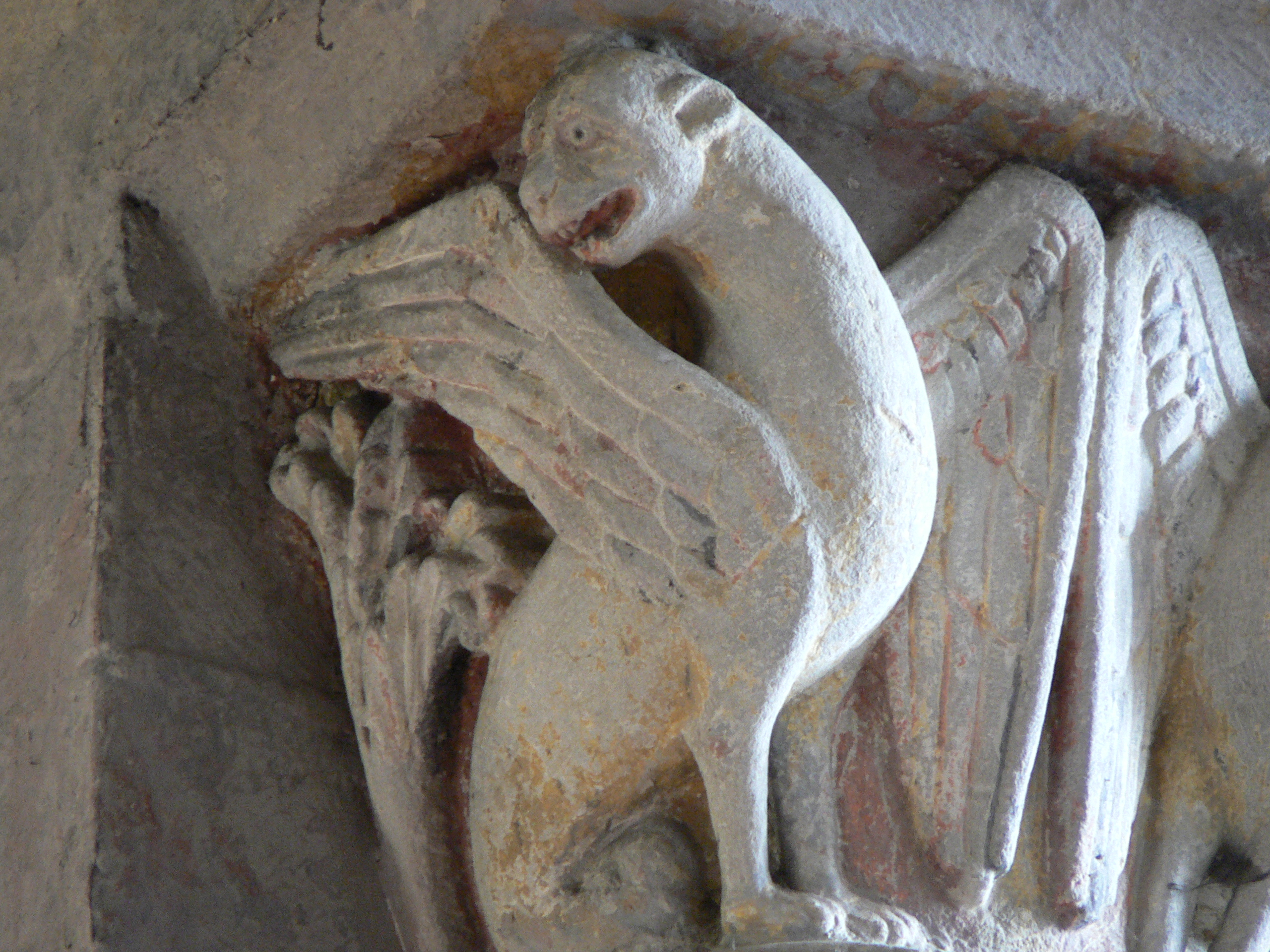
Il drago
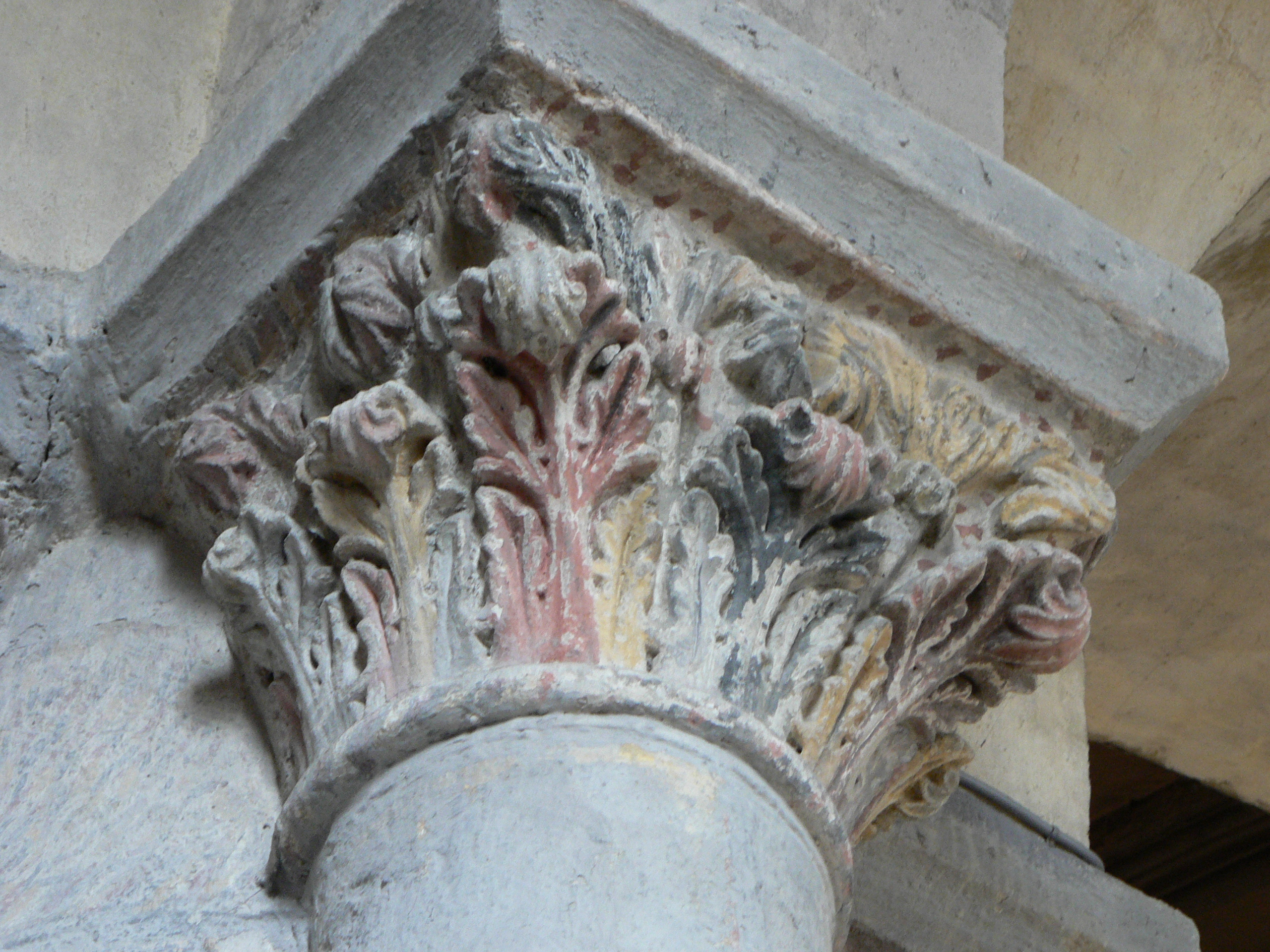
Capitello a fogliami
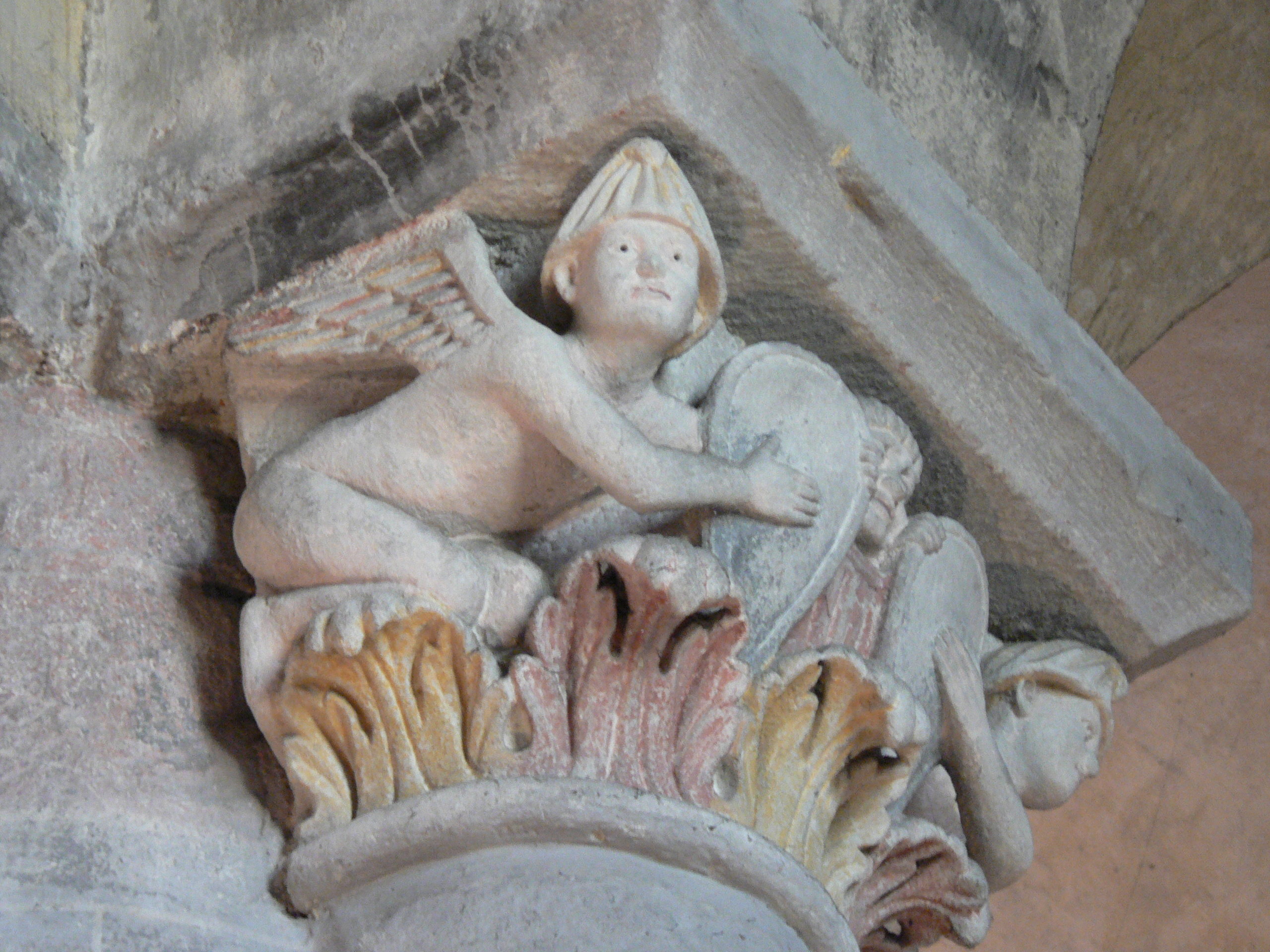
Il Genio alati
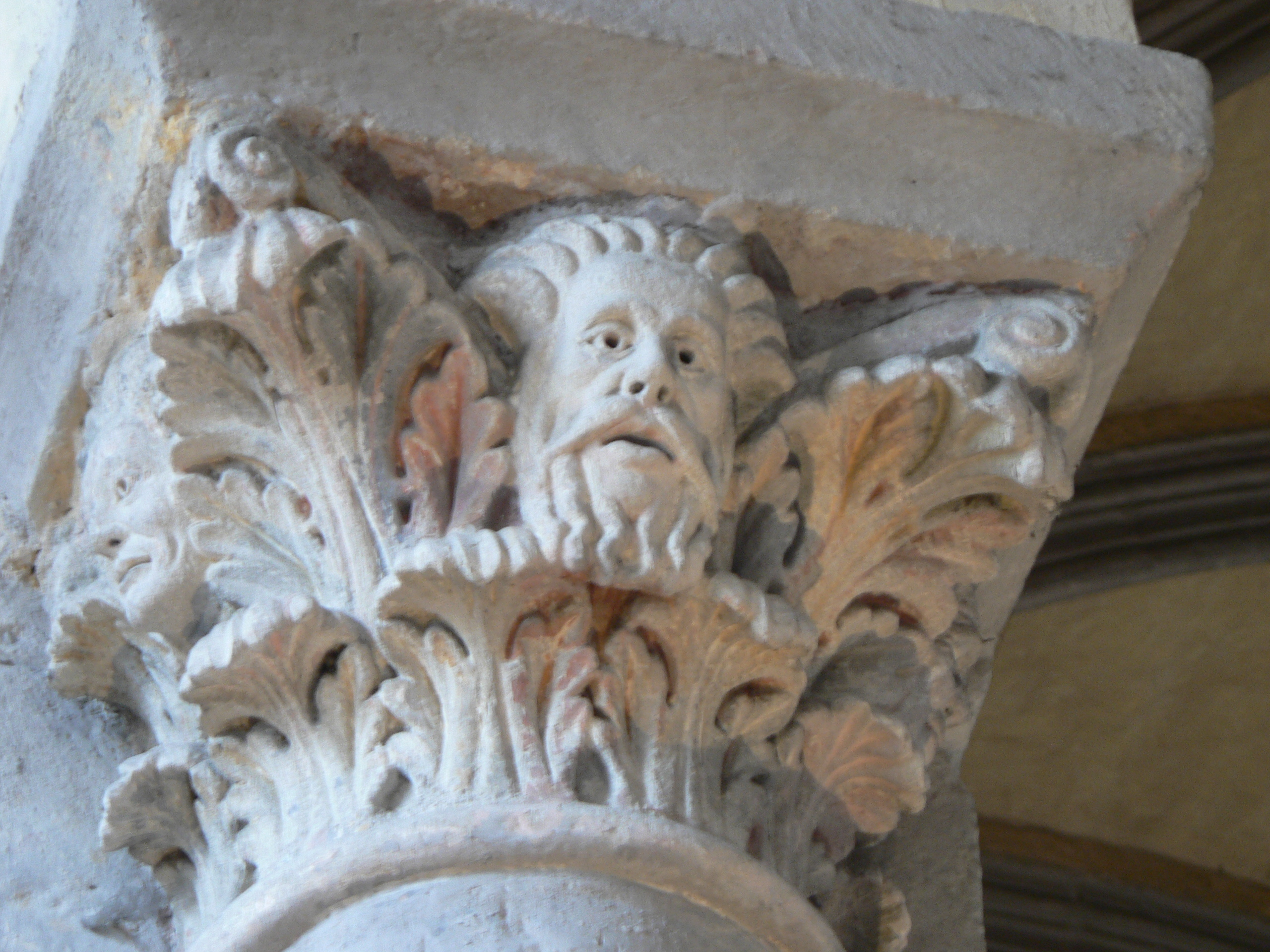
Le Maschere o i vegliardi barbuti
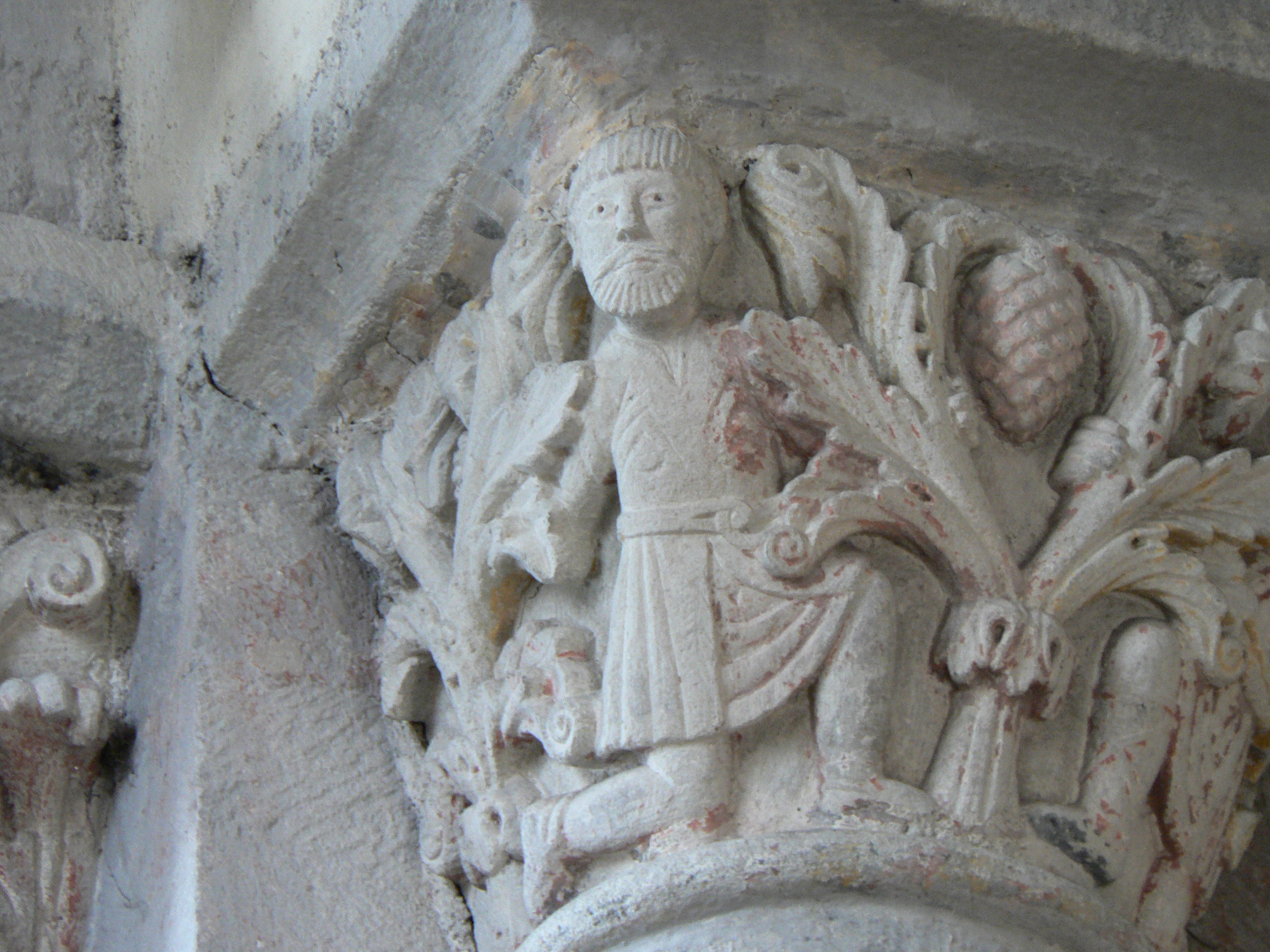
Personaggio inginocchiato
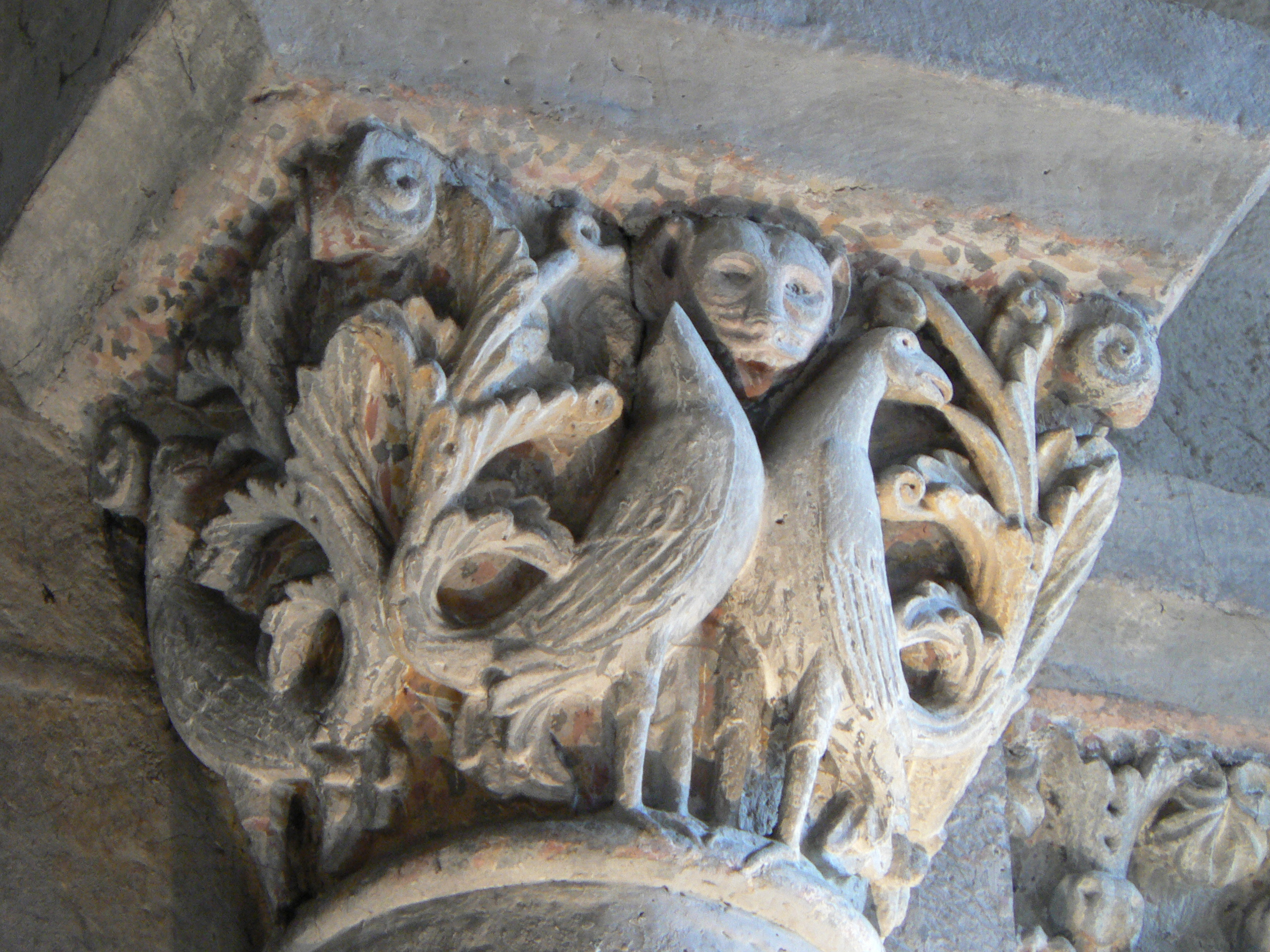
La volpe al paradiso
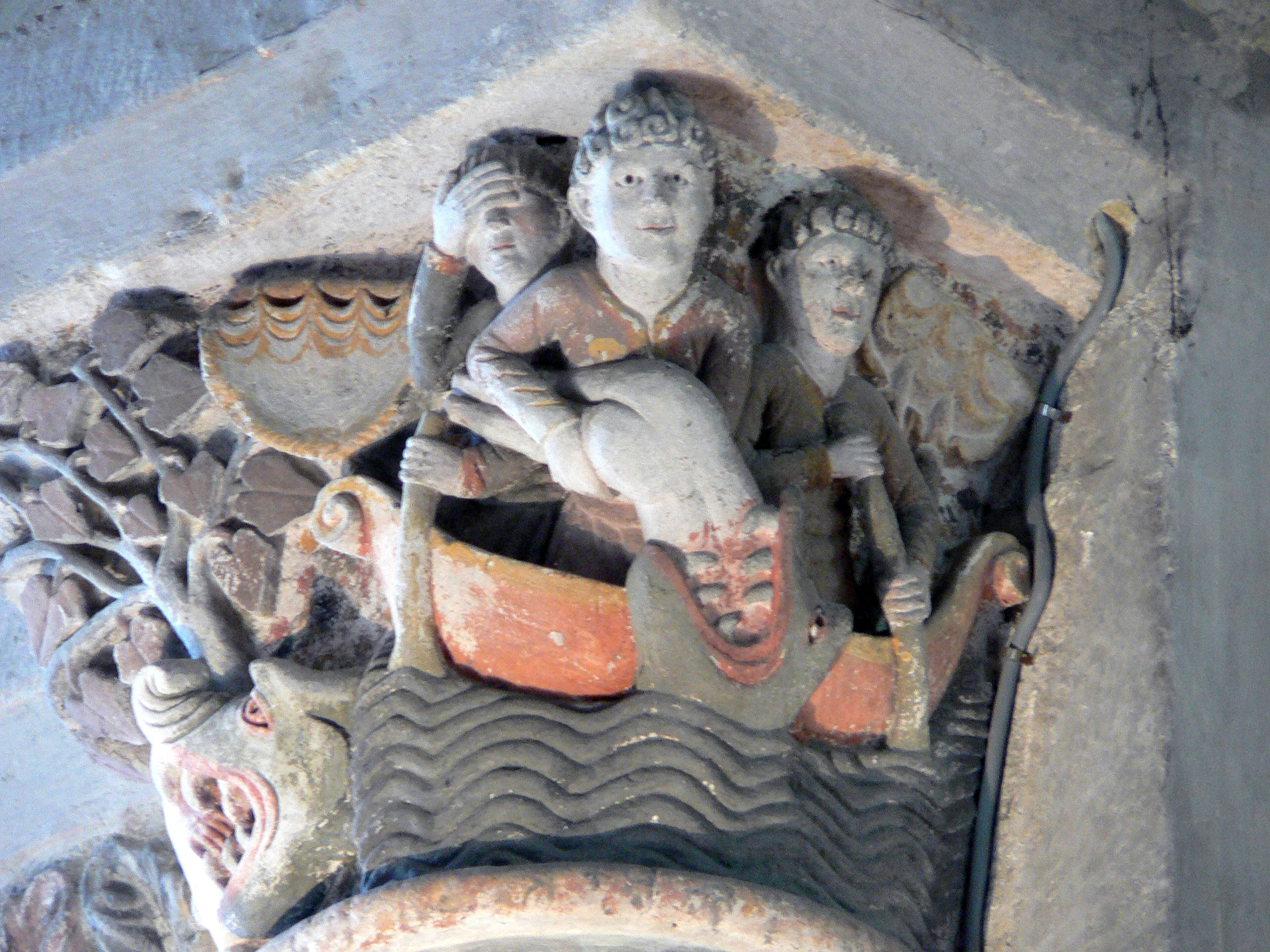
Giona inghiottito dalla balena (faccia diritta)
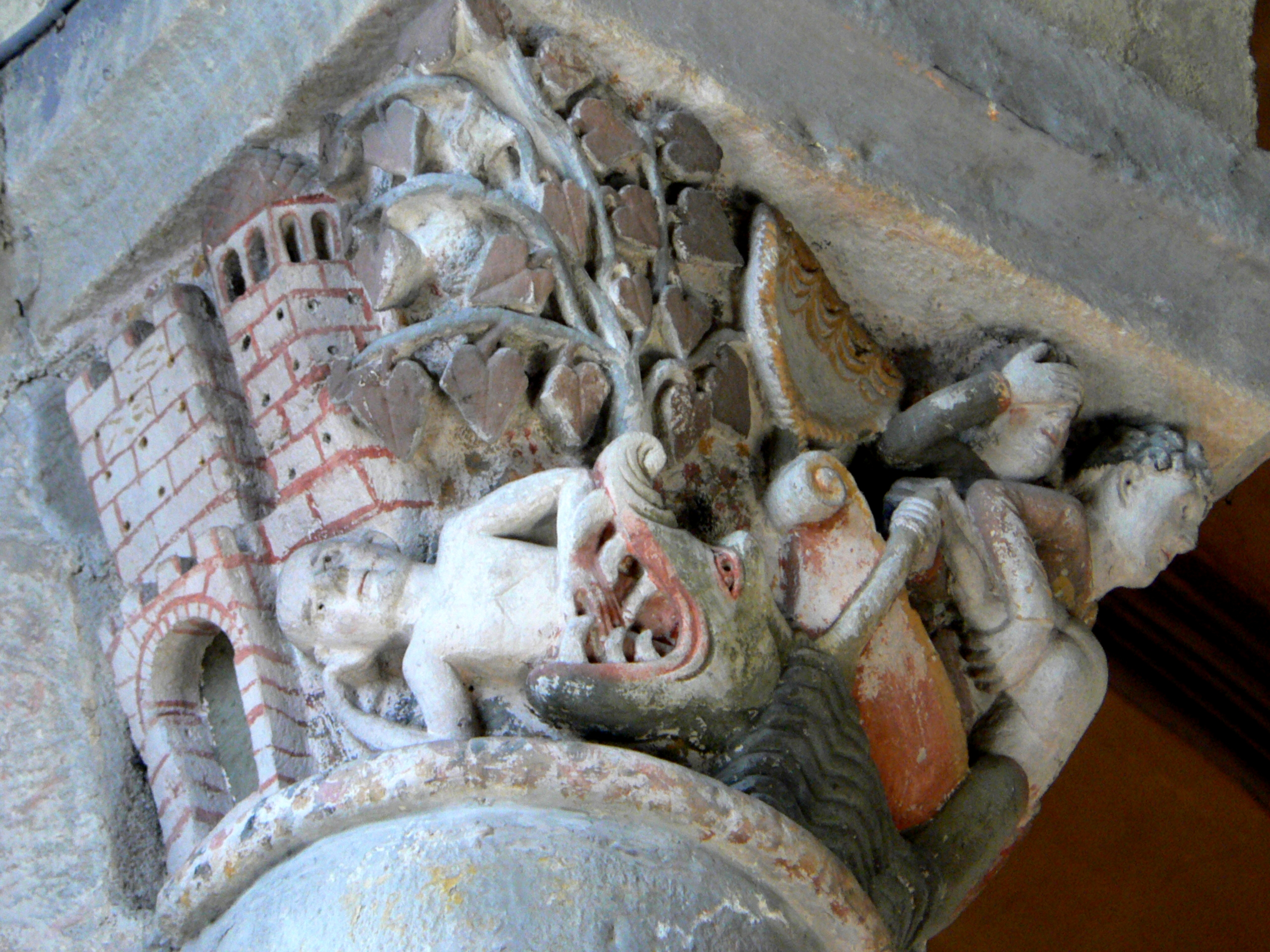
Giona dalla balena sulla spiaggia di Ninive (faccia sinistra)

### Capitelli del coro
Pure il coro romanico, è stato distrutto dai terremoti del XV secolo. Viene ricostruito in stile gotico ma due volte più piccolo, senza il Deambulatorio e le volte della Cappella. Gli otto grandi capitelli dell'inizio del XII secolo, (4 facce, 600 kg circa) che decoravano il coro sono dunque scomparse.
Due sono stati trovati nel 1849 in occasione della scoperta della cripta, dall'architetto Mallay poiché il santuario era crollato su di essa e l'aveva riempita: il capitello della Risurrezione (il più famoso a Mozac) è quello dei Telamone ormai esposto a terra in fondo alla navata della chiesa.
Un terzo grande capitello è stato estratto della parete del coro gotico dal curato Luzuy prima del 1914, poiché come molte sculture romane, riempite con materiale di ricostruzione. Rappresenta sempre Telamone, ma è molto danneggiato. È esposto nel museo lapidario.
Il quarto non è visibile a Mozac poiché è stato venduto al Victoria and Albert Museum di Londra nel 1937, da parte dei proprietari della parte privata dell'abbazia. Non si sa come e quando fu portato alla luce. Mostra un tema molto classico: i quattro evangelisti che tengono in diagonale sul loro corpo filatterio dove sono scritte in latino le prime parole di ogni vangelo. Di solito, nell'arte romanica, ci si accontentava di iscrivere sui filatteri il loro nome: Matteo, Giovanni, Marco, Luca.
L'ultimo capitello è stato estratto della parete sud del coro nel settembre 1983 dall'associazione club storico di Mozac, dopo essere stato fatto mettere dal curato Jean Granet. La sua iconografia è unica nell'occidente cristiano: il capitolo 7 versetto 1 dell'Apocalisse secondo Giovanni, dove quattro angeli in quattro angoli della Terra, impediscono ai quattro venti di soffiare. Lo chiamano dunque i quattro angeli e quattro venti o capitello detto dell'Apocalisse. È stato depositato a terra al centro del santuario.
Ne rimangono tre di quest'importanza da scoprire, forse nelle pareti gotiche della chiesa dell'abbazia, se non sono stati rotti o dispersi altrove.

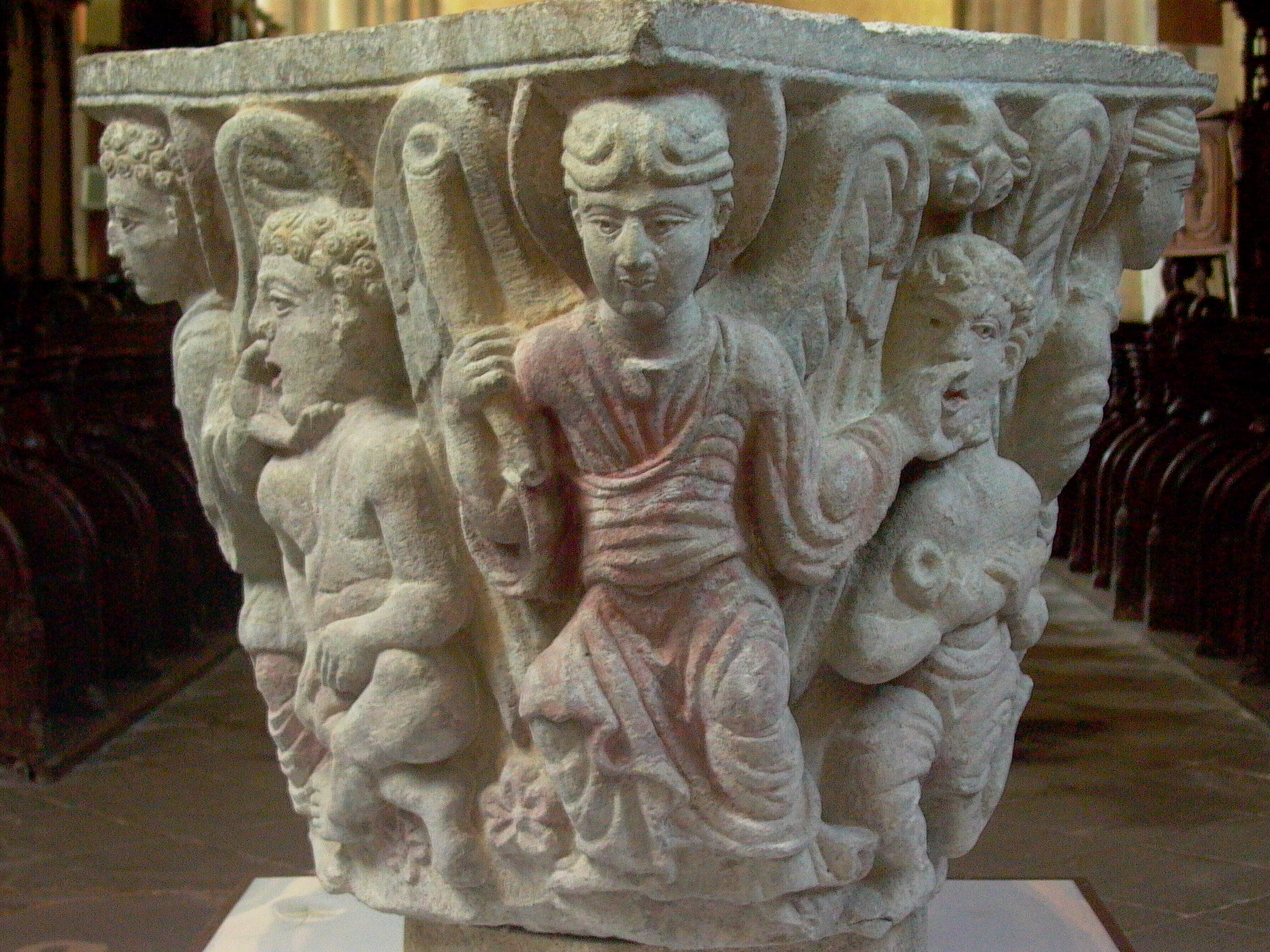
Capitello dell'Apocalisse
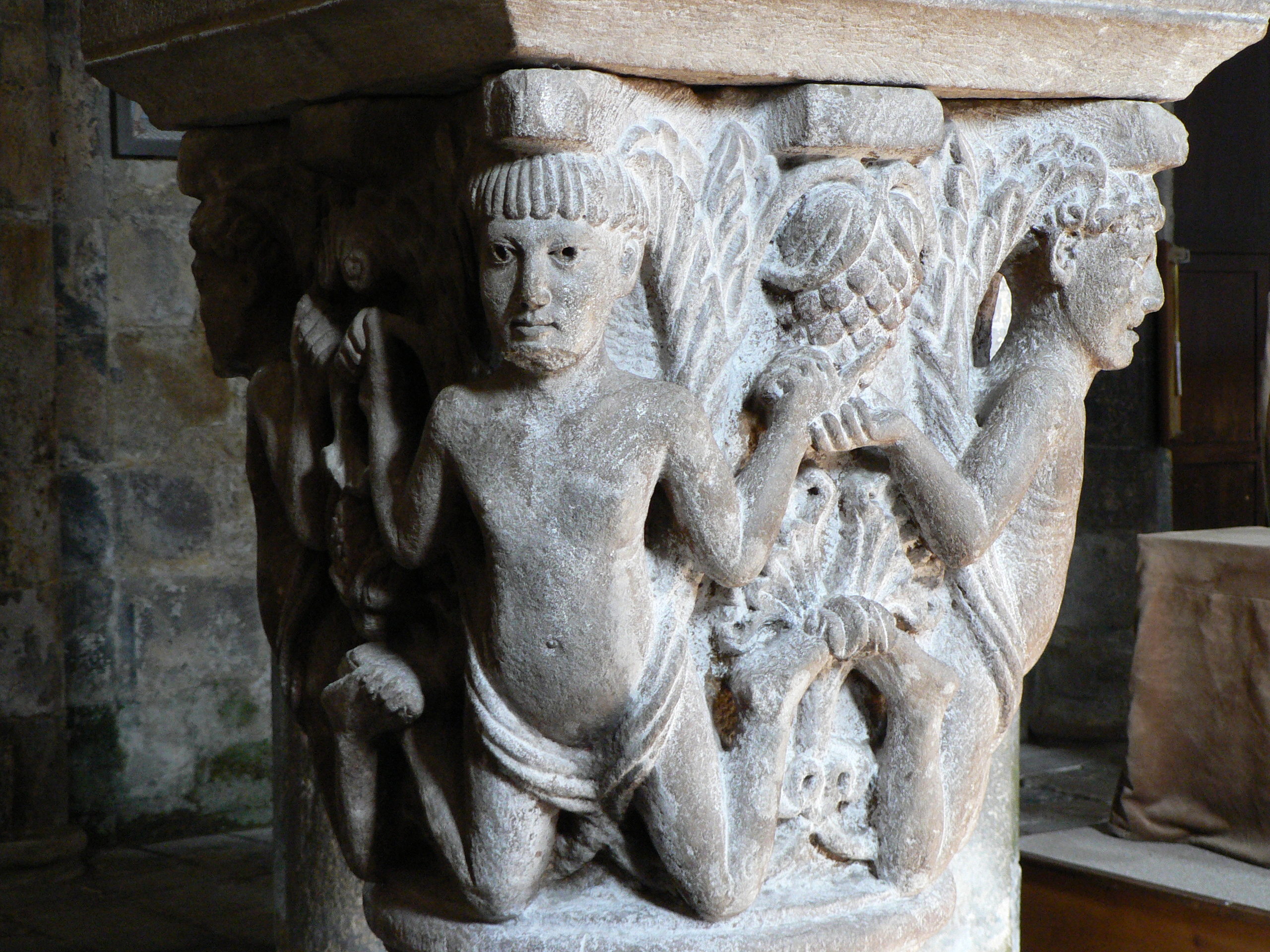
Capitello di Atlante
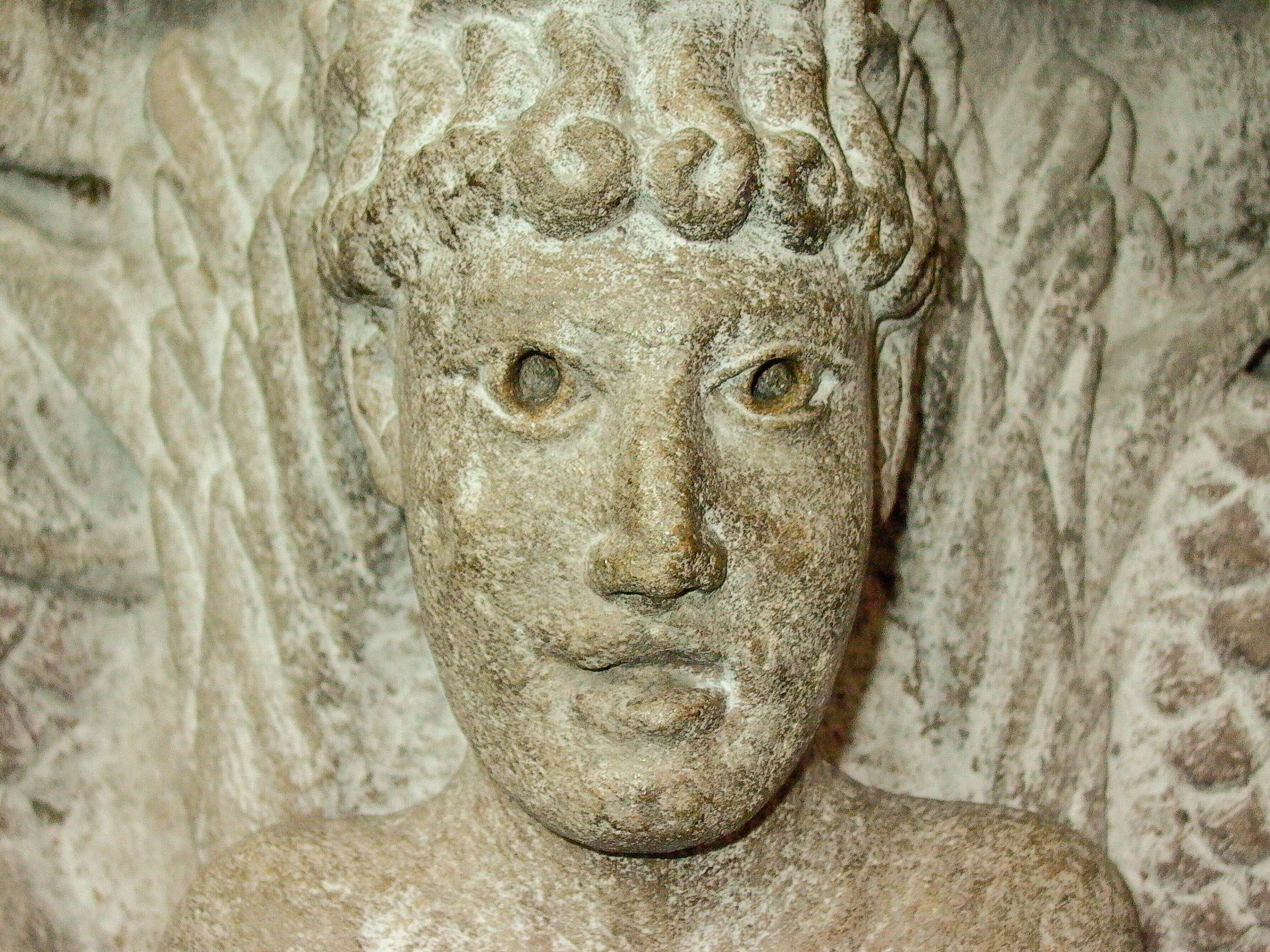
Testa di un Atlante
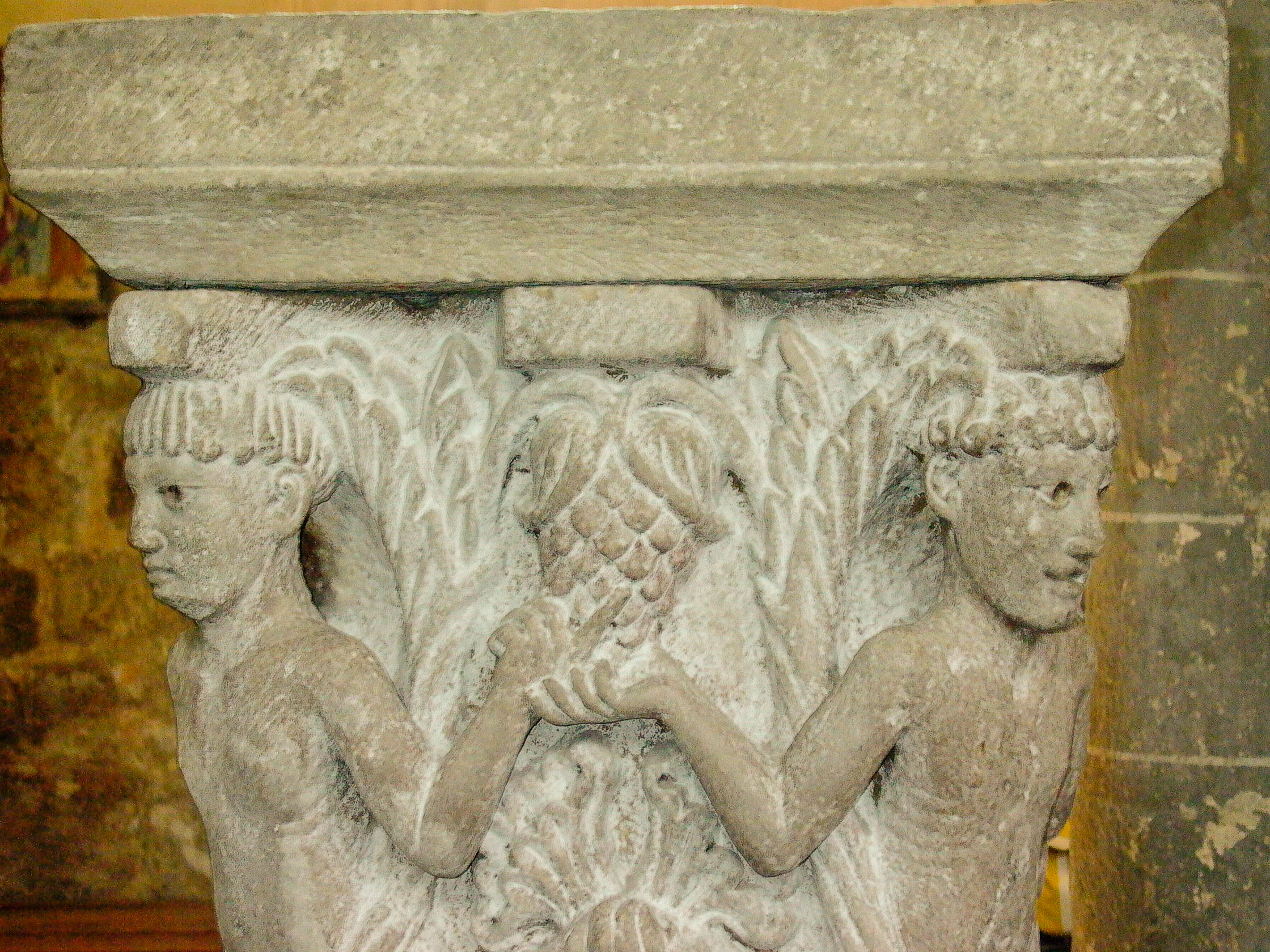
Gli Atlanti tengono pigne e grappoli di uva
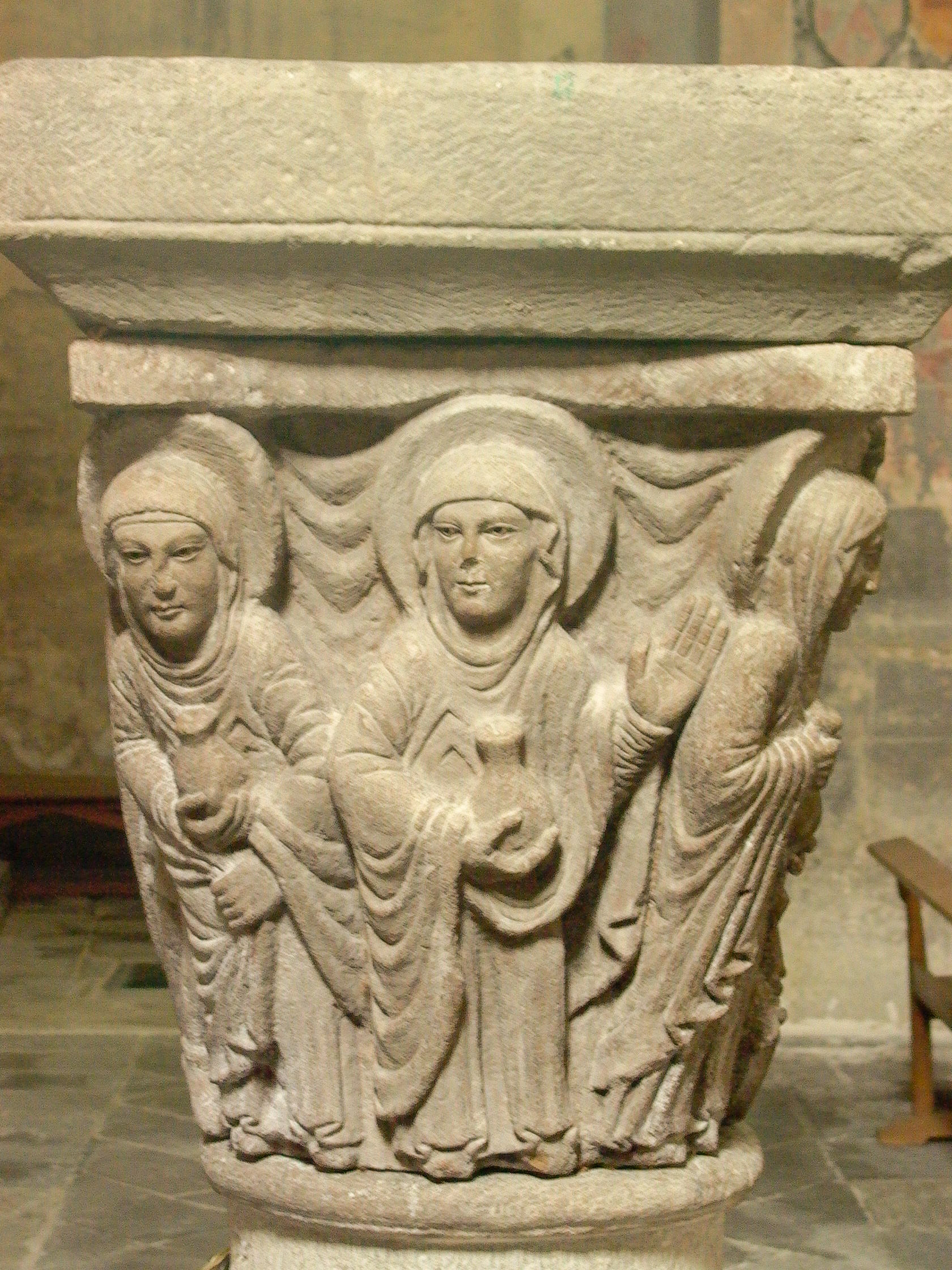
Le donne sante che vanno alla tomba - Capitello della Resurrezione
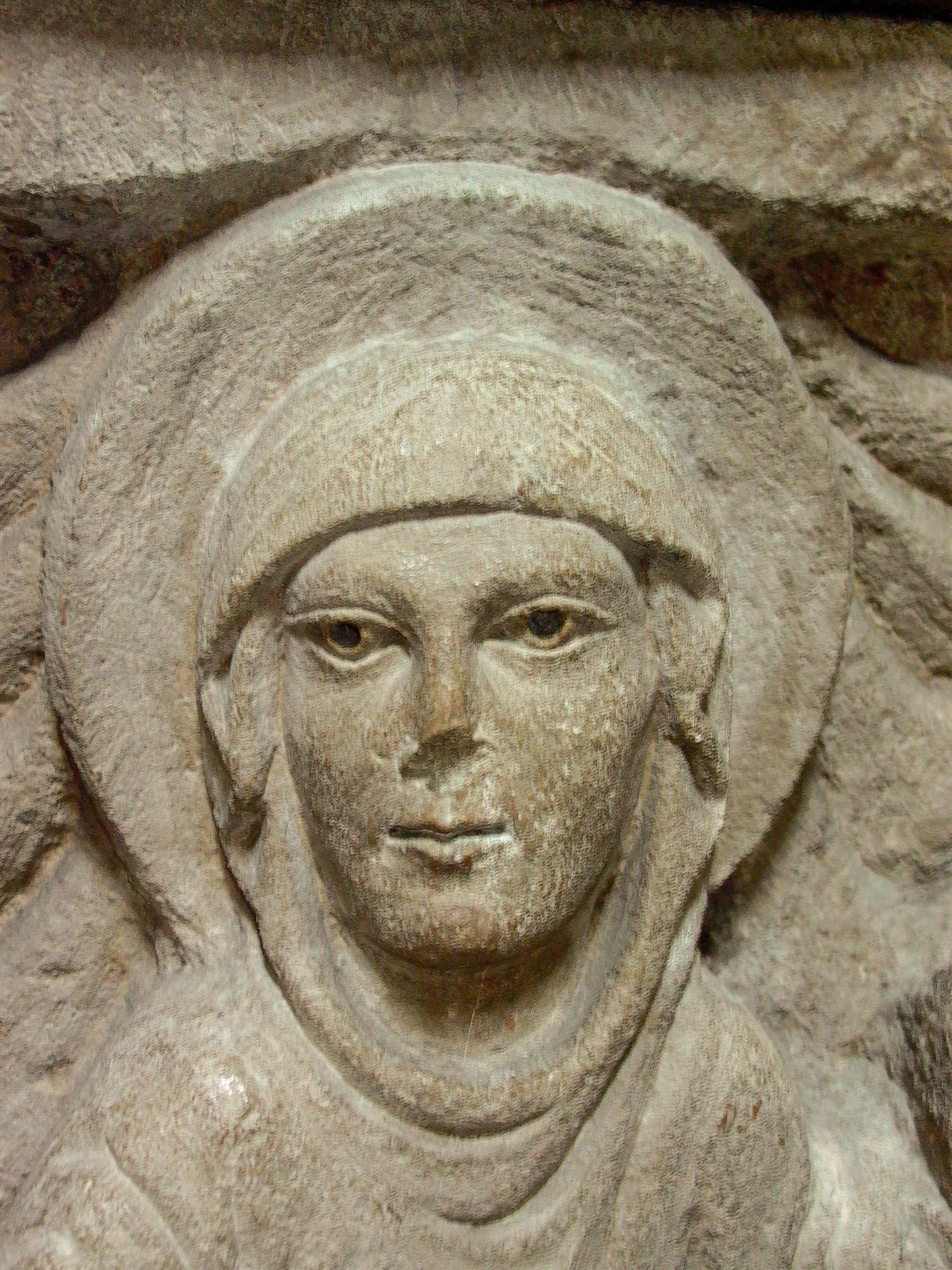
Testa di una donna santa - Capitello della Resurrezione
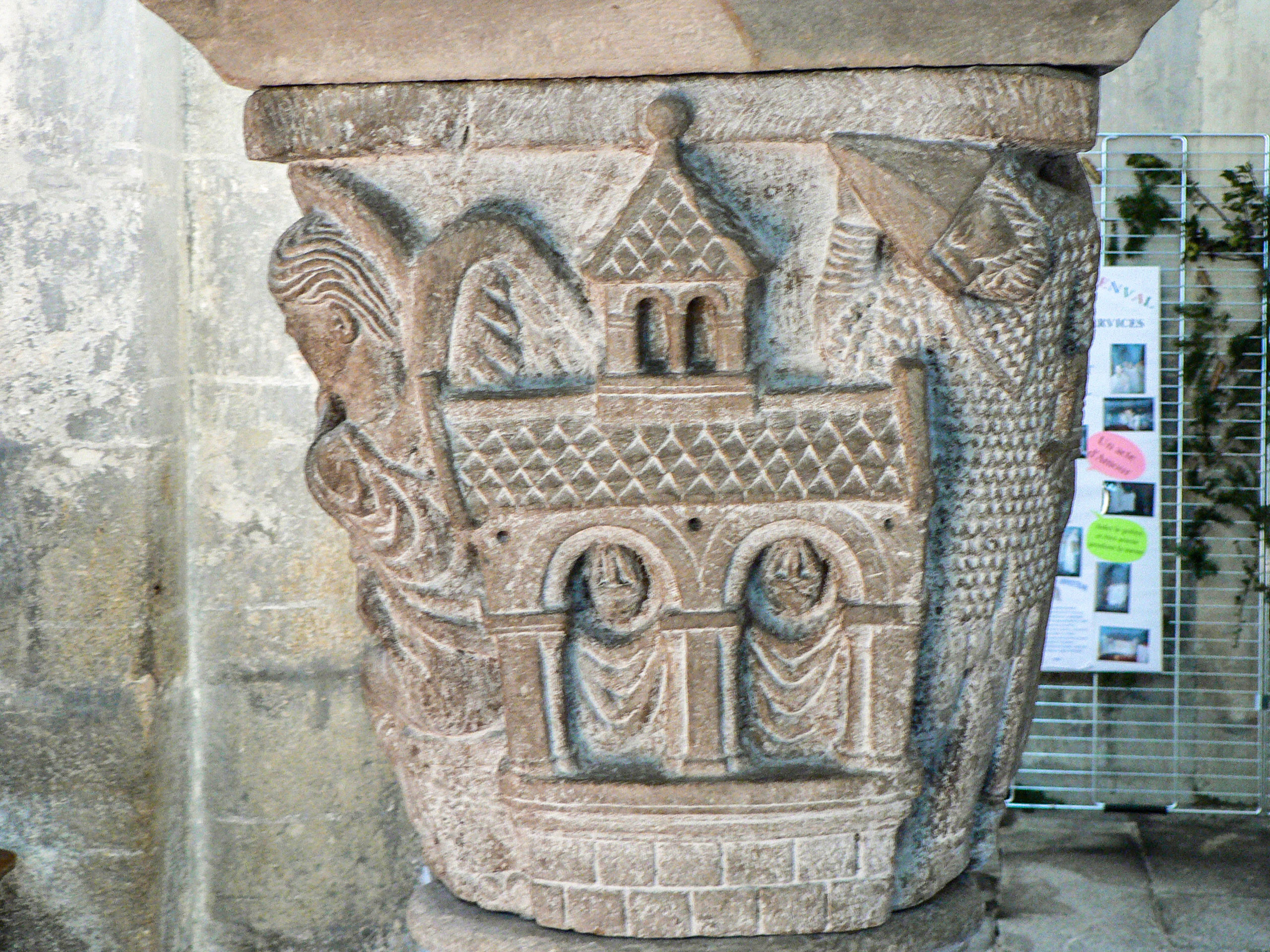
La tomba del Cristo - Capitello della Resurrezione
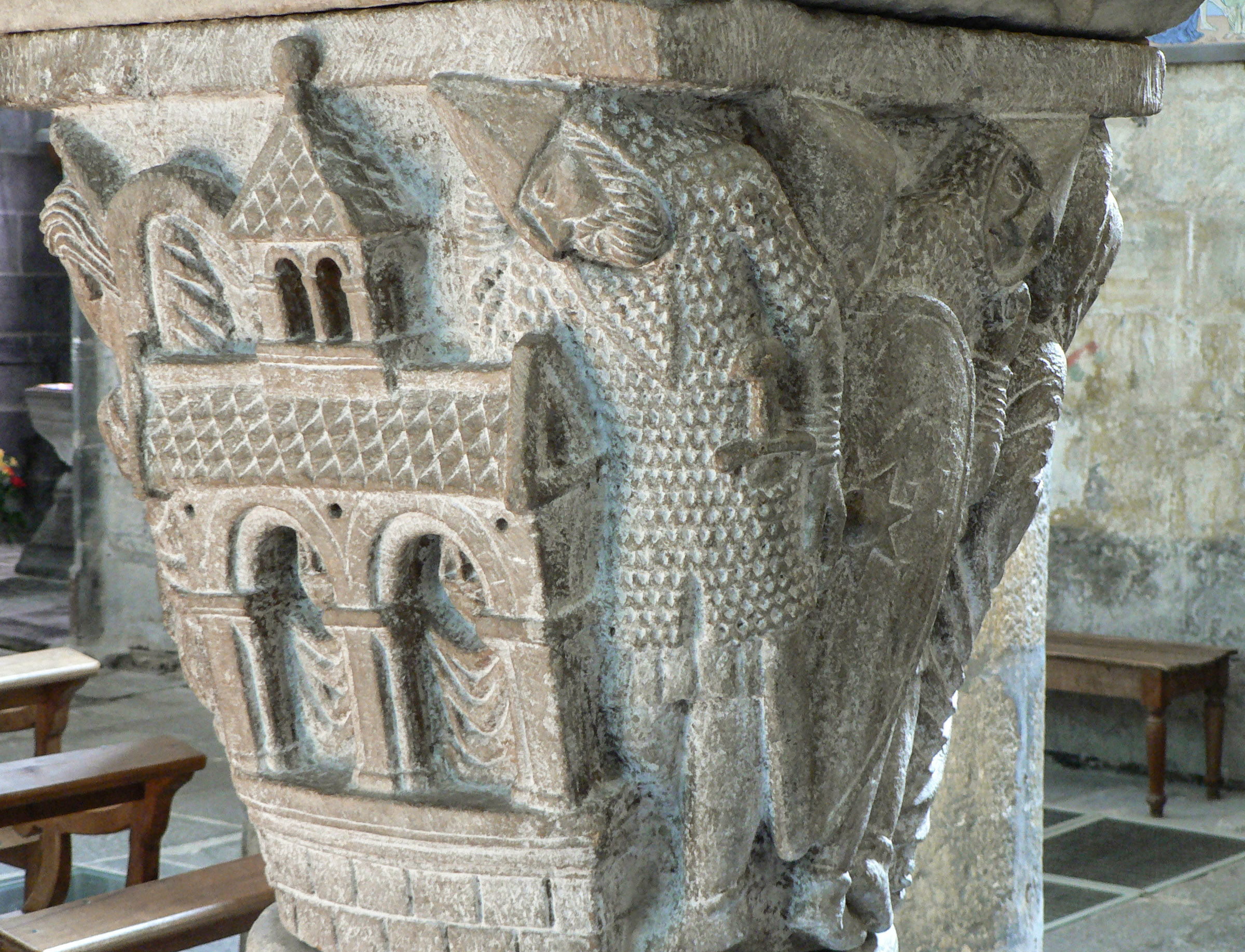
Le guardie della tomba si sono addormentate - Capitello della Resurrezione

## Museo

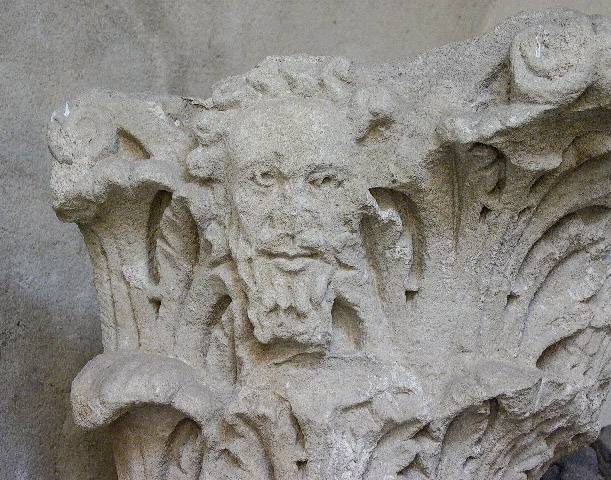
Capitello dei vegliardi barbuti (Museo di Mozac - 63)

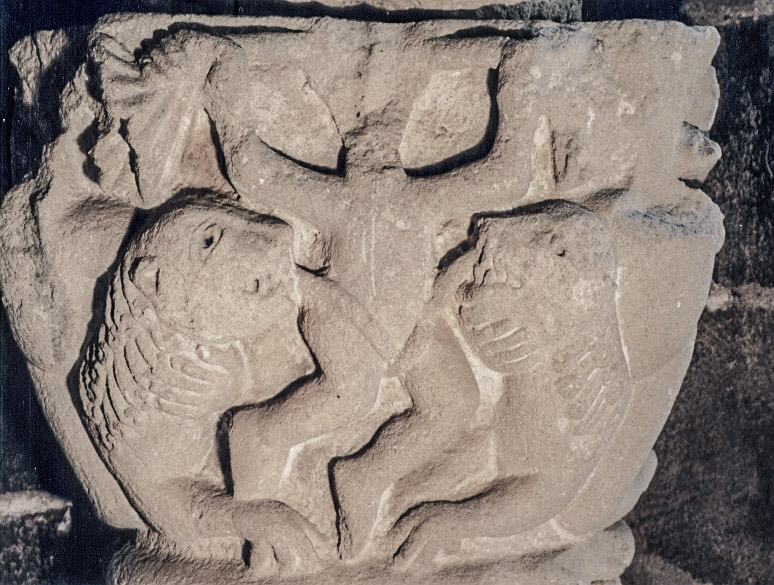
Capitello di Daniele nella fossa dei leoni (Museo di Mozac - 63)

È stato creato nel 1950 dal curato Douissard e dal sig. Sabatier, conservatore dei musei di Riom. È stato ripreso e migliorato dal 1967 dall'Associazione club storico di Mozac. Si tratta di un'importante raccolta di sculture romane e di vestigia archeologiche che provengono dall'abbazia. Dal 1980, il club storico di Mozac, lo ha arricchito di 32 capitelli romani scoperti nelle pareti della chiesa dell'abbazia principalmente; anche molte pietre usate per ricostruire l'abbazia dopo i terremoti del XV secolo. 

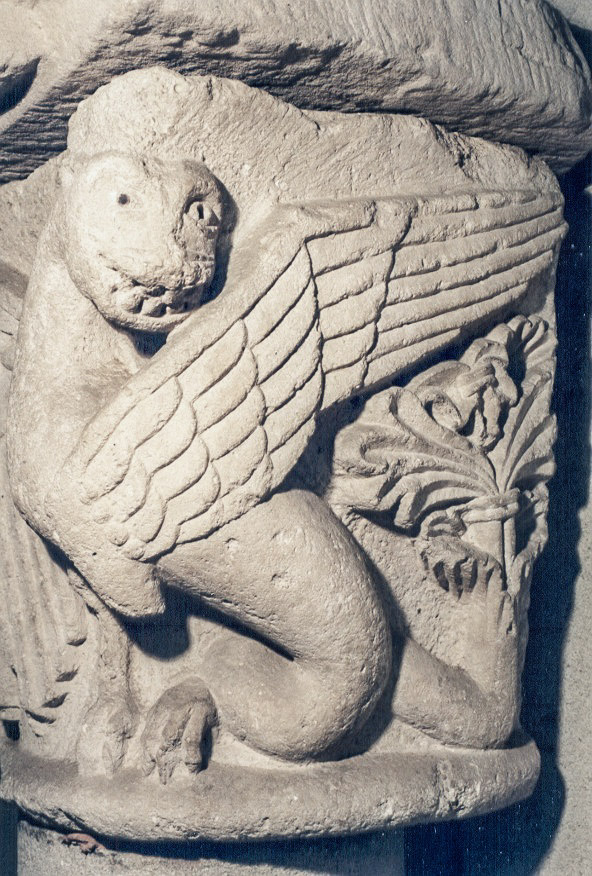
Capitello dei draghi (Museo di Mozac - 63)

## Galleria d'immagini

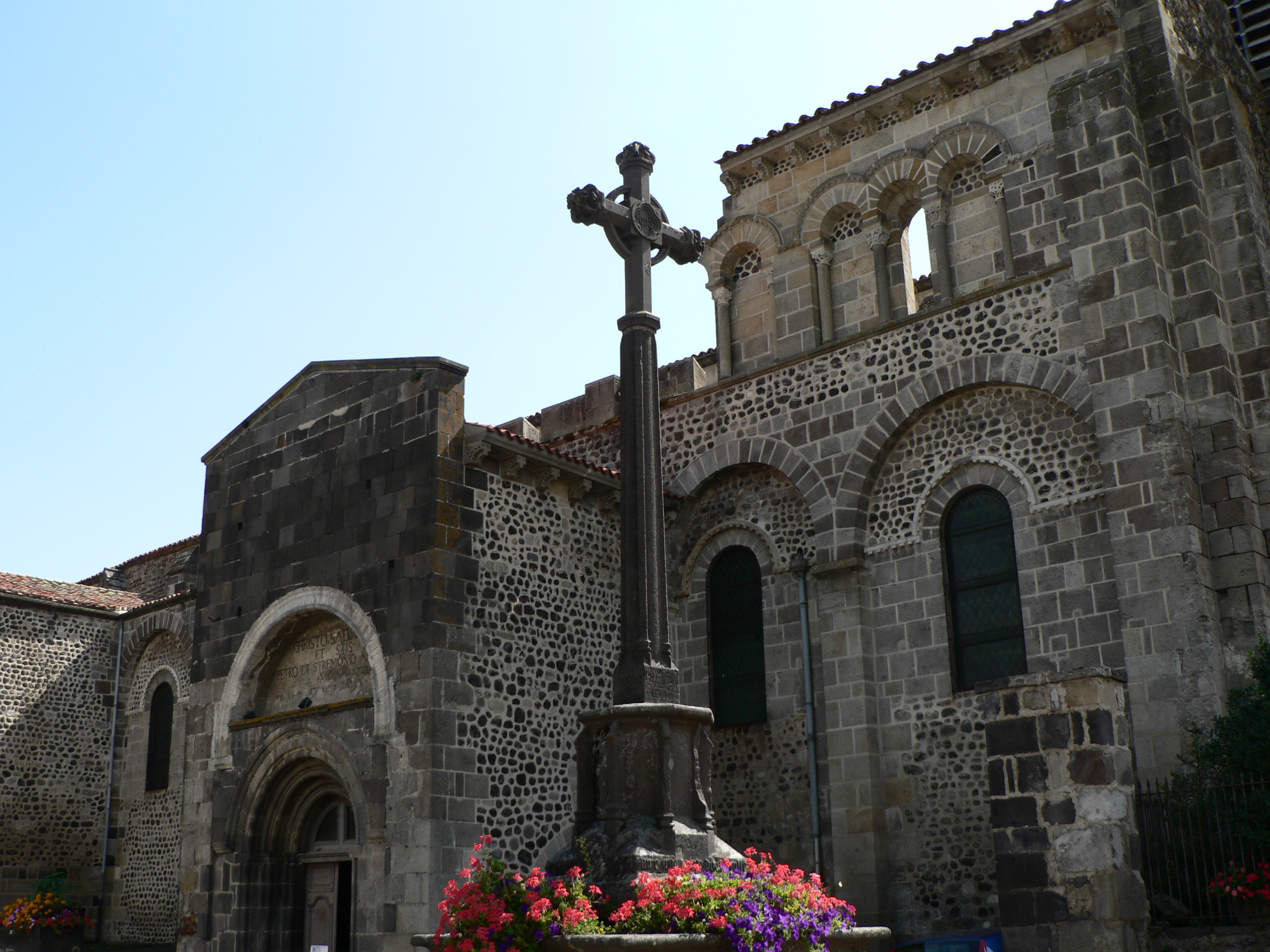
La facciata nord
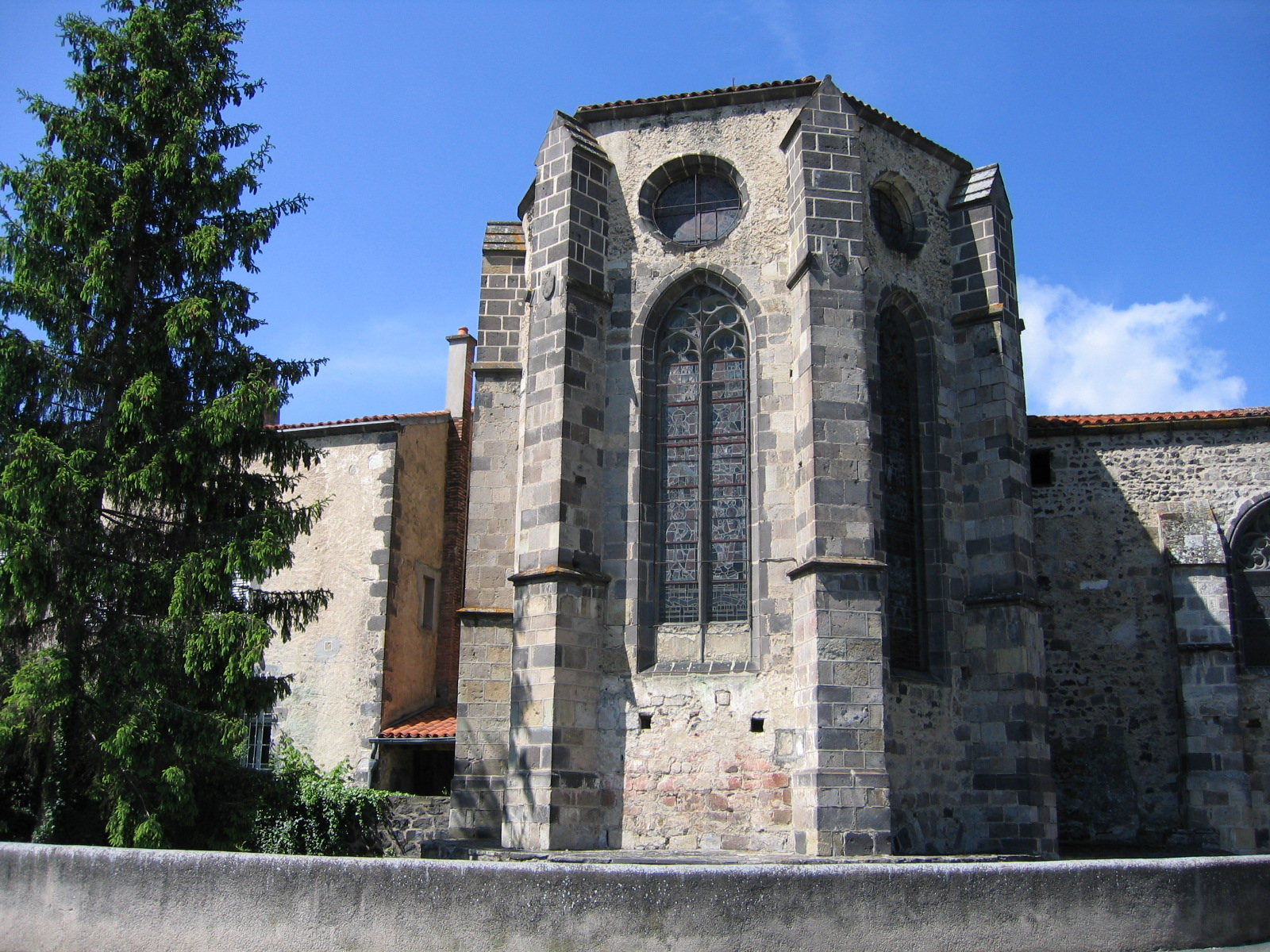
La chiesa